# Пуэлен (департамент)
Департамент Пуэлен  (исп. Departamento de Puelén) — департамент в Аргентине в составе провинции Ла-Пампа.
Территория — 13160 км². Население — 9468 человек. Плотность населения — 0,70 чел./км².
Административный центр — Вейнтисинко-де-Майо.

## География
Департамент расположен на западе провинции Ла-Пампа.
Департамент граничит:
- на севере — с департаментом Чикаль-Ко (департамент)
- на востоке — с департаментами Лимай-Мауида, Курако
- на юге — с провинцией Рио-Негро
- на западе — с провинцией Мендоса

## Административное деление
Департамент состоит из 2 муниципалитетов:
- Вейнтисинко-де-Майо
- Пуэлен

## Важнейшие населенные пункты[3]
| № | Населённый пункт    | Населённый пункт (исп.) | Категория | Население чел. (2010) | На карте                        |
| - | ------------------- | ----------------------- | --------- | --------------------- | ------------------------------- |
| 1 | Вейнтисинко-де-Майо | Veinticinco de Mayo     | город     | 7878                  | 37°46′24″ ю. ш. 67°42′55″ з. д. |
| 2 | Пуэлен              | Puelén                  | поселок   | 357                   | 37°20′39″ ю. ш. 67°37′17″ з. д. |
| 3 | Каса-де-Пьедра      | Casa de Piedra          | поселок   | 154                   | 38°13′30″ ю. ш. 67°10′17″ з. д. |